# Манафа, Уилсон
Уи́лсон Миге́иш Манафа́ Жанко́ (порт. Wilson Migueis Manafá Jancó; род. 23 июля 1994, Оливейра-ду-Байру, Авейру) — португальский футболист, крайний защитник китайского клуба «Шанхай Шэньхуа».

## Клубная карьера

### Ранние годы
Начал заниматься футболом в 2002 году в академии «Оливейра-ду-Байру» и в 2012 году дебютировал за клуб во втором дивизионе, сыграв 5 матчей, но по итогам сезона команда вылетела в третий дивизион. В том же году перешёл в академию лиссабонского «Спортинга», где выступал за молодёжную команду, а в 2013 году начал выступать за фарм-клуб «Спортинг B». 11 августа 2013 года дебютировал за клуб в Сегунде лиге в матче против лиссабонского «Атлетико» (0:1) выйдя на замену на 43-й минуте матча. В сезоне 2013/14 провёл за вторую команду «Спортинга» 13 матчей.
Не сумев пробиться в основную команду, он покинул клуб и позже выступал во втором и третьем дивизионах. В 2015 году играл за «Бейра-Мар», проведя 19 матчей, забив один мяч и «Анадию», проведя 10 матчей и забив 4 мяча. В 2016 году выступал за «Варзин» и провёл за клуб 21 матч, забив один мяч.

### «Портимоненсе»
27 мая 2016 года перешёл в «Портимоненсе», заключив трёхлетний контракт. В своём первом сезоне провёл 38 матчей, забил 3 мяча и помог своему клубу вернуться в Примейру спустя шесть лет.
Манафа дебютировал в высшем дивизионе Португалии 7 августа 2017 года, сыграв 16 минут в домашней матче против «Боавишты» (2:1) и на 85-й минуте сделал голевую передачу на Бруно Табату. Свой первый мяч в Примейре забил 25 августа 2018 года в матче с «Санта-Кларой» (2:2) на 64-й минуте матча, но уже на 66-й минуте срезал мяч в свои ворота. По ходу сезона 2018/19 Уилсон был переведён тренером Антониу Фолья в центр защиты, где удачно себя проявил. Всего за «Портимоненсе» выступал три сезона и провёл во всех турнирах 76 матчей и забил 5 мячей.

### «Порту»
21 января 2019 года Манафа подписал контракт с «Порту» на четыре с половиной года. Дебютировал за новый клуб спустя девять дней в домашнем матче против «Белененсеша» (3:0), сыграв последние десять минут вместо Эдера Милитана. Первый мяч за «Порту» забил 4 мая 2019 года в матче против «Авеша» (4:0) на 67-й минуте. В дебютном сезоне провёл во всех турнирах 17 матчей и забил один мяч. В сезоне 2019/20 сыграл 38 матчей во всех турнирах и забил один мяч, а также помог своей команде завоевать чемпионский титул и выиграть Кубок Португалии. 24 декабря 2020 года провёл весь матч против «Бенфики» (2:0) и помог своей команде выиграть Суперкубок Португалии.
Вскоре начал регулярно выходить в стартовом составе, но в конечном итоге уступил место на правом фланге Жуану Мариу, а на левом — Зайду Сануси. 30 декабря 2021 года, вскоре после выхода на замену в О Класико получил травму собственной связки надколенника правого колена, впоследствии перенёс операцию и пропустил остаток сезона.
Будучи ещё травмированным, Манафа стал одним из четырёх игроков, дисквалифицированных на матч Суперкубка и оштрафованных на 510 евро за оскорбления «Бенфики» во время празднования чемпионского титула. После восстановления играл за дубль во Второй лиге.

### «Гранада»
7 августа 2023 года на правах свободного агента перешёл в клуб Ла Лиги «Гранада». Дебютировал 5 ноября в гостевом матче против «Валенсии», заменив на 82-й минуте Рикарда Санчеса. Впервые в стартовом составе вышел 11 ноября в домашней игре с «Хетафе». Прибыв травмированным, Манафа провёл за андалусийцев всего пять матчей за полгода.
В январе 2024 года игрок должен был перейти в бразильский «Ботафого», подписав двухлетний контракт. Однако даже после официального объявления о трансфере сделка сорвалась.

### «Шанхай Шэньхуа»
28 января 2024 года на правах свободного агента перешёл в клуб китайской Суперлиги «Шанхай Шэньхуа».

## Достижения

### Командные
«Портимоненсе»
- Победитель Сегунды лиги: 2016/17

«Порту»
- Чемпион Португалии (2): 2019/20, 2021/22
- Обладатель Кубка Португалии (3): 2019/20, 2021/22, 2022/23
- Обладатель Суперкубка Португалии: 2020